# 島倉事件
島倉事件（しまくらじけん）は、1917年（大正6年）に発覚した、神奈川県横浜市及び芝区（現在の港区）高輪・品川区大崎などで発生した盗難・放火・殺人事件である。

## 事件と捜査
事の発端は、横浜市山下町の米国聖書会社で「大正5年（1916年）の年末に棚卸しをしたところ、在庫の聖書が1万冊紛失していることが判明した」というものであった。そこで、神楽坂署の刑事が、神田の書店街に聖書を大量に売る人間がいることを突き止め、その人物が芝白金台町に住むキリスト教伝導師の島倉儀平だと判明した。神楽坂署長に就任して間もない正力松太郎は、島倉の検挙を命じたが、3人の刑事が島倉を逮捕しに向かった際に、島倉は2階から隣家の屋根伝いに電柱を滑って逃亡した。それから1ヶ月後、島倉は深川八幡宮前で逮捕された。
島倉は山形県出身で、天理教の学校を卒業し、少しだけキリスト教の学校に通ったことがあるという。1903年（明治36年）32歳の時、鄕里において窃盗罪で処罰され、翌年にも窃盗罪で刑を受た。その後、奈良、京都でも罪を犯し、前科四犯という前歴を持った。
1911年（明治44年）4月、島倉は牧師某を訪問し、自己の経歴を語った上で牧師の伝道の話に感動し、真人間として生まれ変わるべく就職先を紹介して貰ったのだという。牧師は彼の真摯な姿勢に感服し、前述した山下町の聖書販売会社の副社長であるアメリカ人宣教師に彼を紹介し、同会社の聖書販売人に斡旋して貰った。
その後、島倉は住居を転々とするようになるが、至る所で火災に遭遇し、その都度、火災保険金を収得していた。暮らしぶりは豊かなものになり、独身で二階借りの住居であったものが、妻帯して芝白金台町に二階建て門構えの一軒の家を買い、電話を引き、女中を雇うといった生活になった。
女中は小豆島出身で、島倉は彼女を犯し、性病を感染させていた。これを知った女中の叔父は1913年（大正2年）8月、島倉に談判して慰藉料として100円を出させたことがあった。
その女中が親元に帰るといったきり、行方不明になっていたことが分かり、島倉に疑いの目が向けられた。留置所に入れられた島倉は半狂乱状態になっており、係官の手に負えない有様でもあった。
あるとき神楽坂署の刑事が、高輪在住時の島倉宅の火事の記録を調査するために高輪署へ行ったところ、係の署員が、その日は古い調べ物が多い日だ、3年前の1914年（大正3年）10月22日、大崎の古井戸から発見された女の埋葬記録を当時行方不明になった女の親から照会してきた、という主旨の内容を語っていた。それを聞いた刑事がその記録も見せて貰うと、以下のようなものであった。
| 「 | 場所：上大崎池田山 松平康壮所有地所在の古井戸 屍体：死後6ヶ月以上を経て腐乱していた。推定年齢二十一、二歳、小柄の女 | 」 |

屍体は島倉の女中とは年齢が異なっていたのだが、女中の失踪と年月が一致するため、刑事は署に帰りこのことを報告した。そこで、島倉の妻、勝子を取り調べたところ、着衣や帯が女中の当時身につけていたものと一致した。そこで、正力署長は件の屍体の埋葬地の掘り返しを命じ、1917年（大正6年）3月22日、神楽坂署による発掘が実施された。その結果、屍体の特徴である、二本の犬歯と右上の二本の金の入れ歯、着衣の断片が一致し、それらに関する両親の証言をも得て、屍体が島倉の女中であり、島倉が犯人と推定された。

## 取り調べと公判
1917年3月20日、島倉は女中の殺害犯人等の罪で起訴された。島倉は容易に自白せず、一切を否認したが、取り調べ5日目の朝になって自白し、検察局へ送られてからは罪状全てを認めた。しかし、第2回目の予審の訊問から、自白をすべて取り消す発言をした。
1. 聖書は盗んだのではなく、主任より鍵を預かり、持ち出しを許可されていた。
2. 放火の覚えはまったくない。
3. 井戸から発見された屍体は、自分の家の女中にしては骨格が大きすぎる。
4. 神楽坂署の正力署長は、品川署から屍体が菓子屋の娘であるという書類を引きついでおきながら、これを隠匿したし、自分は検挙の面目を立てるべく、自白を頼まれた。

主任検事乙骨半二、予審判事久保久、裁判長三宅正太郎、弁護人布施辰治・林連・長島鷲太郎のもとで裁判が行われ、布施は島倉無罪論を展開した。裁判に関わった検事の小原直は、被告の島倉が自白を覆し、罪状否認に至ったのは、布施の指導によるものと推定している。
島倉は死して口を開かない人物に話題を持ってゆき、調べを厄介なものにしたが、屍体発掘の際、10数本の陰毛が女中のものであること、繻子の丸帯の切れ端が彼女の寄宿していた先の老婦人の持っていた繻子とメリンスの腹合せの帯であることが立証された。さらに女中の写真によって、身長が測定され、屍体の骨格と一致することも証拠立てられた。しかし、島倉は居丈高になり、すべてを否定した。公判廷における彼は狂える悪鬼の如くと形容されており、三宅裁判長は後に「人間はある場合、怒ると獣になる」と述懐している。

## その後
1918年（大正7年）7月9日、三宅裁判長は島倉に死刑を言い渡し、島倉は控訴した。彼は獄中で細字で数千枚にわたる手記を書き綴ったが、1924年（大正13年）6月19日獄内で首を括って自殺した。
小原直の見解では、島倉は二重人格を装ったのではないかとのことである。島倉は15、6年前に脳病を患ったことがあり、また4、5年前から神経衰弱に罹っていたということであったが、名も知らぬ男に金をやり、隣の空き家に放火させ、自分の家を類焼させ、保険金を奪取し、公判に入ってからの兇暴な振る舞いなどがから鑑みて、生まれついての極悪人、完全な二重人格だったのではないかとも推定している。